# Comuna Bilopillea, Kozeatîn
Bilopillea (în ucraineană Білопільська сільська рада) este o comună în raionul Kozeatîn, regiunea Vinnița, Ucraina, formată din satele Bilopillea (reședința) și Selîșce.

## Demografie
Componența lingvistică a satului Bilopillea
     Ucraineană (96,83%)
     Rusă (3,07%)
     Alte limbi (0,11%)
Conform recensământului din 2001, majoritatea populației satului Bilopillea era vorbitoare de ucraineană (96,83%), existând în minoritate și vorbitori de rusă (3,07%).